# Jocoro
Jocoro ist eine Gemeinde im Departamento Morazán in El Salvador, dessen Zentrum die gleichnamige Stadt bildet. Sie befindet sich auf einer Höhe von 278 m und 130 km östlich von der salvadorianischen Hauptstadt San Salvador. Die Gemeinde hat eine Fläche von 73,2 km² und ist in 8 Kantone aufgeteilt, in denen insgesamt 10.060 Einwohner leben.

## Geschichte
Viele Einwohner in Jocoro stammen der Urbevölkerung des Gebietes ab, den Ulúa. Zu Beginn der spanischen Kolonialzeit lebten in Jocoro schon ungefähr 300 Menschen. Im Jahr 1770 war die Siedlung als San Felipe Jocoro bekannt und gehörte der Pfarrei Ereguayquín an. 1858 wurde Jocoro nach San Francisco Gotera eingegliedert und im Jahr 1871 erlangte Jocoro denn Rang Villa. Fünf Jahre später trat die Siedlung dem Departamento Morazán, das damals noch Departamento Gotera hieß, bei. 1908 erlangte Jocoro mit über 3600 Einwohnern den Titel Ciudad.

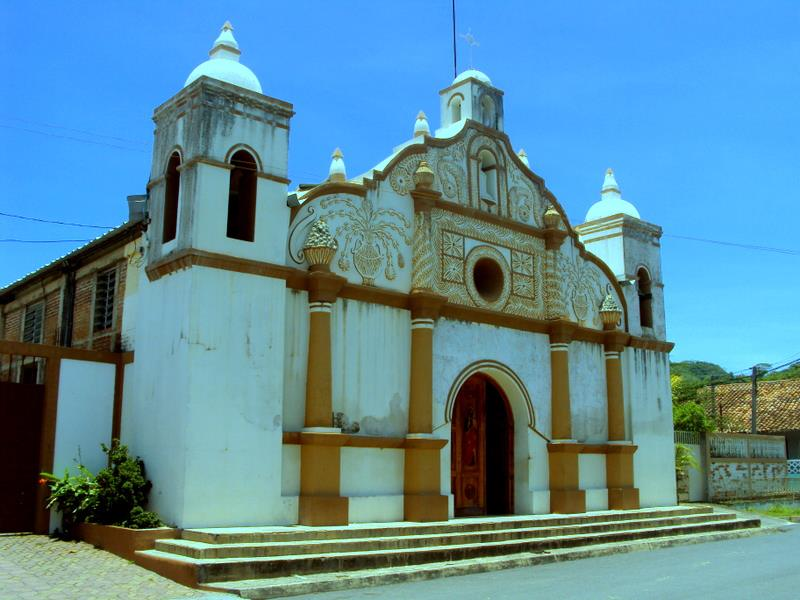
Die Iglesia San Felipe in Jocoro